# Gustav Hülser

Gustav Hülser

Gustav Hülser (* 22. September 1887 in Ober-Emmelsum, Kreis Dinslaken; † 6. Mai 1971 in Neustadt an der Weinstraße) war ein deutscher Politiker (DNVP; CSVD; NSDAP; CDU).

## Leben und Wirken
Nach dem Besuch der Dorfschule in Ober-Emmelsum wurde Hülser in Duisburg zum Gärtner ausgebildet. Bis 1912 übte er seinen Beruf in Duisburg, im Umkreis der Stadt Dresden und in verschiedenen Berliner Vororten aus. Anschließend wurde er als evangelischer Arbeitersekretär nach Dresden berufen, eine Tätigkeit, die er bis 1925 innehatte. Ein Jahr später, 1913, wurde Hülser zum hauptamtlichen Ersten Vorsitzenden des Deutschen Gärtner Verbandes gewählt.
Nach der vorübergehenden Teilnahme am Ersten Weltkrieg kehrte Hülser 1917 als Kriegsversehrter in die Heimat zurück: Er arbeitete fortan im Hauptvorstand des christlich-nationalen Zentralverbandes der Landarbeiter, dessen Bezirksleitung im Bezirk Schlesien er im Februar 1923 übernahm. Als publizistisches Analogon zu seiner gewerkschaftlichen Arbeit redigierte Hülser die Deutsche Gärtner-Zeitung (1913/1914) und die Rundschau (1919–1930), die Zeitung des Zentralverbandes der Landarbeiter. Hinzu kamen Tätigkeiten als Schriftleiter für den Christlich-sozialen Pressedienst und als Herausgeber für die Schlesische Landpost in Breslau.
Nach dem Ersten Weltkrieg trat Hülser zum Jahresende 1918 in die Deutschnationale Volkspartei (DNVP) ein. 1919 bis 1920 saß er für diese in der Stadtverordnetenversammlung der Stadt Bielefeld (vgl. BV). Von Mai 1924 bis September 1930 gehörte er dem Reichstag als Abgeordneter der DNVP – beziehungsweise ab 1929 des Christlich-sozialen Volksdienstes, einer Parteiabsplitterung der DNVP, deren zweiter Reichsvorsitzender er wurde – für den Wahlkreis 7 (Breslau) an. Als Mitglied des Preußischen Landtags war er ab 1933 Gast der NSDAP-Fraktion. Am 13. September 1937 beantragte er die Aufnahme in die NSDAP und wurde rückwirkend zum 1. Mai desselben Jahres aufgenommen (Mitgliedsnummer 5.466.239).
1925 übernahm Hülser die stellvertretende Fachvertretung in der schlesischen Provinzialsynode. 1926 wurde Hülser Dozent für Sozialpolitik und Arbeiterbewegung bei der Evangelisch-sozialen Schule in Spandau, später Schulleiter der christlich-nationalen Landarbeiterschule des Zentralverbandes der Landarbeiter.
In den Jahren 1933 bis 1943 bekleidete Hülser das Amt des Landes- und Reichsgeschäftsführers des Deutschen Evangelischen Männerwerks in Berlin. Danach wechselte er in die Industrie- und Handelskammer der Stadt Ludwigshafen am Rhein, in der er die Leitung des Referates für Berufsausbildung innehatte.
Nach dem Zweiten Weltkrieg fand Hülser politisch eine neue Heimat in der Christlich Demokratischen Union (CDU): Für diese saß er von 1951 bis 1963 im Landtag von Rheinland-Pfalz, in dem er unter anderem, von 1955 bis 1959, den Vorsitz über den Petitionsausschuss führte. Ferner war Hülser zeitweise Mitglied des Vorstandes der CDU-Fraktion im Landtag: 1959 gab er seinen Sitz im Fraktionsvorstand an den Parlamentsneuling Helmut Kohl ab.
Hülsers Nachlass, der Erlebnisaufzeichnungen und Korrespondenzen beinhaltet und einen Umfang von 0,15 laufenden Regalmetern besitzt lagert heute im Archiv der sozialen Demokratie.

## Schriften
- Briefe an selbstdenkende Arbeiter, 1921.
- An deutsche Landarbeiter und Landarbeiterinnen!, 1922.
- Die volks- und staatspolitische Bedeutung der Gewerkschaften, s.l.e.a.
- Republik und Schwarz-Rot-Gold, Berlin 1926.
- Volkspolitischer Dienst, 1929.
- Die Sozialpolitik und ihre Gegner, 1929.
- Volkspolitischer Dienst, 1929.
- Der Christlich-soziale Volksdienst und die Parteien, Berlin s. a. [1930].
- Christlich-sozialer Volksdienst im Reichstag vom Dezember 1929 bis Juli 1930, Berlin 1930.